# Đinh Mùi
Đinh Mùi (chữ Hán: 丁未) là kết hợp thứ 44 trong hệ thống đánh số Can Chi của người Á Đông. Nó được kết hợp từ thiên can Đinh (Hỏa âm) và địa chi Mùi (cừu/dê). Trong chu kỳ của lịch Trung Quốc, nó xuất hiện trước Mậu Thân và sau Bính Ngọ.

## Các năm Đinh Mùi
Giữa năm 1700 và 2200, những năm sau đây là năm Đinh Mùi (lưu ý ngày được đưa ra được tính theo lịch Việt Nam, chưa được sử dụng trước năm 1967):
- 1727
- 1787
- 1847
- 1907 (13 tháng 2, 1907 – 1 tháng 2, 1908)
- 1967 (9 tháng 2, 1967 – 28 tháng 1, 1968)
- 2027 (6 tháng 2, 2027 – 25 tháng 1, 2028)
- 2087 (3 tháng 2, 2087 – 23 tháng 1, 2088)
- 2147
- 2207

## Sự kiện năm Đinh Mùi
Năm 1427, trong trận Chi Lăng - Xương Giang, nghĩa quân Lam Sơn dưới sự chỉ huy của Lê Lợi cùng các tướng Lê Sát, Lưu Nhân Chú đã đánh bại 15 vạn quân viện binh nhà Minh do Liễu Thăng và Mộc Thạnh chỉ huy. Chiến thắng Chi Lăng - Xương Giang của quân và dân ta có ý nghĩa quyết định, góp phần kết thúc cuộc kháng chiến chống quân Minh xâm lược, giành lại trọn vẹn non sông đất nước, giữ vững độc lập chủ quyền.